# Пуштуны
Пушту́ны, пашту́ны (пушту پښتون‎ зап. [paʂtun], вост. [paxtun], перс. پختون‎ [pæχtun], урду پٹھان‎, хинди पठान paṭhān [pəʈʰaːn]) или афга́нцы (перс. افغانی‎ [æfʁɒːniː]) — иранский народ, населяющий в основном юго-восток, юг и юго-запад Афганистана и северо-запад Пакистана.
Основными отличительными особенностями народа служат восточноиранский язык пушту, традиции номадизма, кодекс чести Пуштунвалай и разветвлённая родо-племенная структура.
Точная численность пуштунов не может быть подсчитана ввиду отсутствия переписей в Афганистане со времён начала гражданской войны в Афганистане, но на 2020 год она приблизительно оценивается в 53 млн чел, из них только около 25 % проживает в Афганистане, где пуштуны — ведущий и доминирующий этнос страны (50 % населения).

## Название народа

#### Этноним
Этноним «пашто» (paṧtō) обозначает не только афганский язык, но и саму культурную идентичность и кодекс чести Пуштунвалай. Пуштунская пословица гласит:
پښتون هغه نه دی چې پښتو وايي، خو هغه دی چې پښتو یې زده ده 

Paҳtūn haγa na daγ či Paҳto wāyi, ho haγa daγ či Paҳto iə zda da

«Пуштун — это не тот, кто говорит на пашто, а тот, кто ведает Пашто».
Согласно наиболее обоснованной версии, этноним paҳtūn (мн.ч. paҳtānə) происходит от др.иран. *parswāna- «член народа parsū-» (ср. санскр. parśu- «воинственное северо-западное племя» у Панини) и таким образом входит в круг древнеиранских этнонимов со значением «бокастый», «богатырь», к которому принадлежит и имя персов.
Ситуацию несколько запутывают древние пактии (точнее пактуи, др.-греч. Πάκτυες), фиксируемые в Индо-Гиндукушском регионе Геродотом. Народ пактха (paktha-) упоминается уже в Ригведе (7.18.7) как одно из племён, участвовавшее в Битве десяти царей (впрочем, как и Паршу-Парсу, санскр. parśu-). Популярное в прошлом возведение пуштунов к пактиям, отразившееся даже в воскрешении древних названий в именах афганских провинций Пактия и Пактика, в настоящее время отвергается: восточнопушт. [paxtun] — это вторичная форма от сохранившейся в западном диалекте [paʂtun], и пушт. -ṧt- [ʂt] регулярно соответствует др.иран. *-rs- (ср. перс. porsidan‎ и пушту puṧtəl‎ «спрашивать»). Индоарийское название пуштунов — патаны (paṭhān) — также восходит к переиначиванию пуштунского *paṧtan-.
Распространённый персидский экзоэтноним пуштунов — «афганцы» (перс. افغانی‎ [æfʁɒːniː]) известен в приложении к пуштунам с VI в. н. э. и впервые упоминается индийским астрономом Вараха Михирой в трактате Брихат-самхита в виде Avagāṇa. Китайский монах Сюаньцзан упоминает афганцев в долине реки Зхоб.

#### Экзоним
Исторической экзоним пуштунов — «афганцы», от которого произошло название сегодняшней страны Афганистан.
Письменные упоминания экзонима «афганцы» содержится в книге индийского астронома Вараха Михира (VI в.).

## Этнокультурная идентичность
Основными составляющими этнической идентичности пуштунов, с помощью которых они сами и вслед за ними учёные выделяют пуштунский этнос из других народов региона, являются следующие элементы традиционной культуры:
- Язык пушту (пашто) — крупнейший восточноиранский язык и второй по значимости из всех иранских после фарси, архаичностью и специфическим развитием сильно отличающийся от последнего. Несмотря на обилие диалектов, говоры пушту взаимопонятны и составляют единый язык. Единственное исключение — язык/диалект ванеци (тарино), близкородственный пушту, но довольно сильно отличающийся от него[17]. Современный литературный пушту складывается на основе центрального диалекта
- Родо-племенная структура, резко отличающая пуштунов от других иранских народов, у которых она полностью отсутствует. Пуштуны — крупнейший в мире народ, обладающий родо-племенным делением[24]. Принадлежность к определённому племени играет огромную роль во внутрипуштунских отношениях. Всего насчитывается около 60 больших племён, разделённых примерно на 400 родов[25]. Пуштунские племена называются каум (قوم/ کوم), во главе племени стоит «хан» (خان). Племена делятся на роды — хел (خېل), возглавляемые вождями-маликами (مالک). Род состоит из кланов-семейств, старейшины которых называются спинжирай (سپینږيری) — «белобородый», «аксакал». Важную социальную и политическую роль играет совет старейшин племени — джирга (جرگه)
- Следование кодексу Пуштунвалай (paṧtūnwalī) — сборнику неписаных правил и обычаев, регулирующих отношения в пуштунском социуме, понятия о чести и индивидуального благочестия.
- Обычаи кочевого скотоводства и периодического передела земли, называемого веш (وېش, wēš).
- В качестве пятой составляющей можно назвать суннитский ислам, которого весьма ревностно придерживается подавляющее большинство пуштунов и который часто принимает радикальные формы (ср. движение Талибан)

Процесс «пуштунизации» соседних народов, обеспечиваемый политическим и культурным превосходством пуштунов, обычно включает внедрение всех пяти компонентов: обращение в ислам (нуристанцы и некоторые дарды), включение в племенную структуру на правах отдельного племени, распространение языка пушту, первоначально как второго (пашаи, ормуры, парачи), внедрение Пуштунвалай и ве́ша.

## История и этногенез
Обстоятельства сложения пуштунского этноса до конца неясны. Прежде всего неясно, насколько строго на протяжении истории соответствовал пуштунам экзоэтноним «афган», как и само его происхождение. В XIX веке Христианом Лассеном впервые было высказано предположение о связи позднего индоарийского avagāṇa с санскритским аśvaka- — названием одного из племён древних камбоджей, населявших, согласно индийским источникам, северо-восток современного Афганистана, в районе Гиндукуша. Этноним ашвака связан с санскр. аśva- «конь» и может означать как «коневоды», так и «всадники». Северо-западные земли Камбоджи и Балхики (Бактрии) славились в Древней Индии развитым коневодством. Панини помимо формы Ашвака упоминает его и в иранской форме aspa-. Древнегреческие авторы упоминают в этом регионе как аспасиев (Aspasioi, с глоссой Hippasii), так и ассакенов (Assakenoi, ср. пушту آس‎ ās «конь»).
Во время вторжения через Гиндукуш в Индию саков (т. н. индо-скифов), начавшегося во II в. до н. э., происходит миграция камбоджей на юг. Происхождение пуштунов из Бактро-Бадахшанского региона подтверждают данные языкознания, устанавливающие отдалённую связь языка пашто с памирскими языками и помещающие его в промежуточное положение между мунджанским и южнопамирскими (ишкашимским и сангличским). Раннюю же миграцию на юг подтверждают многочисленные древние заимствования в пашто из индоарийских.
В дальнейшем Индо-Гиндукушский регион становился ареной экспансии новых волн завоевателей из Средней Азии: тохаров-кушан (юэчжи, I в. н. э.), эфталитов (IV в.), тюрков-газневидов (X в.). Эти земли подчиняли Сасаниды, арабы, Саманиды. Предполагается, что все они так или иначе оставили след в этногенезе пуштунов.
Островком среди Индо-Гинудкушского региона, где вследствие многочисленных завоеваний этническая ситуация была очень нестабильна, оказались горы между Индом, Кабулом и бассейном Гильменда, названные Сулеймановыми (в основном на территории современного Пакистана, в области Вазиристан), которые стали исторической прародиной пуштунских племён, где их практически не затронуло арабское завоевание. Имя афганцев в мусульманской литературе впервые появляется в X веке в трактате Худуд аль-алам и у аль-Утби в хронике Махмуда Газневи. Несмотря на подчинение Пешавара и далее Северной Индии, лежавшие рядом с Газной афганские горы были неподконтрольны Махмуду и его последователям. Разбои афганских горцев значительно затрудняли сообщение между Газной и Пенджабом. До XIV века пуштунские племена не принимали и ислам, оставаясь верными иранским верованиям. Миграции афганских скотоводов из малоплодородных горных областей началась ещё в XI в. Однако начиная с XIV в., после разрушения Газны монголами, разорения и рассеяния её жителей этот процесс заметно усилился. Пуштуны массово заселяют долины Кабула, Аргандаба и Гильменда. Знаменитый путешественник Ибн Баттута, посетивший Кабул в 1333 году, писал:
Мы прибыли в Кабул, некогда бывший большим городом, на месте которого сейчас расположена деревня, населённая племенем персов, называемым афганцами. В их подчинении горы и ущелья, они обладают большой силой и являются по большей части разбойниками.
Пуштунские племена не только частично ассимилируют коренное земледельческое население, представленное в основном таджиками, но и инкорпорируют в свой состав другие скотоводческие племена. В частности, предполагается, что одно из крупнейших пуштунских племенных объединений гильзаи представляют пуштунизированных тюрков-халаджей, ещё в X веке бывших самостоятельным народом и окончательно перешедших на пашто только в XVI веке.
В XVI—XVII веках Индо-Гиндукушский регион становится ареной борьбы между державой Сефевидов и Великих Моголов. Пользуясь взаимным ослаблением этих двух держав пуштунские племена начинают основывать собственные государства (Афганские ханства). Кандагарский правитель Ахмад-Шах Дуррани из племени абдали, утверждая свою власть с 1747 года, смог подчинить другие пуштунские племена, до того часто враждовавшие между собой, и основать первую настоящую афганскую державу — Дурранийскую империю, подчинившую в том числе на севере от Гиндукуша области Герата и Балха. С тех пор экспансия пуштунских племён, поощряемая правительством, начинает ещё более усиливаться. Пуштуны массово переселяются в северные области Афганистана. Даже в подчинённой Британской Индии пуштуны продвигаются всё дальше на север и северо-восток, где сильно теснят дардов.

### Легенды о Бану Исраил
Как всякий народ с развитой родо-племенной структурой, пуштуны живо интересуются всем, что связано с генеалогией и легендами о происхождении. Среди всех пуштунских генеалогических легенд особое внимание историков, как европейских, так и персидских и собственно афганских, привлекала легенда о происхождении пуштунов от «Бану Исраил» — древних израильтян. Согласно легенде, пуштуны происходят от царя Саула и представляют собой «Десять потерянных колен», уведённых Навуходоносором. В последующем они якобы расселились в области Гор на западе Гиндукуша.
Согласно другой легенде, «израильтяне»-пуштуны в количестве 70-ти человек были приведены в Мекку Халидом ибн Валидом и выгодно показали себя в сражениях за дело ислама, за что были щедро вознаграждены Мухаммадом.

## Расселение
Пуштуны составляют около 50 % сегодняшнего населения Афганистана (данные социологического исследования «The Asia Foundation» 2018 года), населяя прежде всего запад, юго-запад, юг, юго-восток и восток страны: земли в долинах Гильменда, Аргандаба и Кабула. Пуштуны традиционно составляют большинство в провинциях Хост, Нангархар, Вардак, Кунар, Пактия, Пактика, Забуль, Кандагар, Гильменд, Фарах. Значительно число пуштунов в Газни и Кабуле. В Новое время пуштунские племена активно осваивают север страны, где правительство им выделяло лучшие земли. Число их особенно сильно возросло в Герате и Кундузе.
В Пакистане пуштуны населяют долину Кабула с его притоками и район Сулеймановых гор по правым притокам Инда вплоть до Кветты. Сердце земли пуштунов занимает федерально управляемая Зона племён, в значительной мере контролируемая движением Талибан. Западнее расположена населённая преимущественно пуштунами провинция Хайбер-Пахтунхва (ранее Северо-западная пограничная провинция), новое название которой (пушту پښتون‌خوا‎ вост. пушт. [paxtunχwɑː]) означает «земля пуштунов». Центр провинции — древний город Пешавар — один из главнейших пуштуноязычных городов. Пуштуны также основное населения севера провинции Белуджистан. Всего в Пакистане проживает ок. 43,4 млн пуштунов, что составляет 20 % населения страны.
Среди пуштунов проживают остаточные группы допушутунского населения, которое вследствие «пуштунизации» в значительной степени приняло пуштунские обычаи и часто само себя идентифицирует как пуштунов, только с иным языком. Это ираноязычные ормуры и парачи, дардоязычные пашаи и некоторые другие дарды, а также индоязычные хиндкованы. На севере Афганистана наоборот для многих пуштунских племён характерна утрата языка пашто и переход на язык окружающих таджиков (дари), при том что племенное пуштунское сознание у них не утрачивается.
В Индии проживает около 3,2 млн пуштунов.

## Племена
- Дуррани
  - Баракзаи
  - Ачакзай
  - Попалзай
- Юсуфзай
- Гильзаи
  - Ахмадзаи
  - Хотаки
  - таракай
- Моманд
- Афридии
- Шинвари
- Бангаш
- Оракзай
- Махсуды
- Тарин
- Какар
- Задран

## Антропология
Антропологически пуштуны в основной массе — представители индо-иранской расы.
Пуштуны из провинций Каписа, Парван, Газни, Забуль, Кандагар и Урузган относятся к памиро-ферганской расе.

## Генетика
У пуштун из Пешавара определили Y-хромосомные гаплогруппы: R1a-M17 (47,25 %, субклад Z2124>Z2125), G-M201 (12 %), L3-M357 (7,7 %), L1-M27 (5,5 %), J2-M172 (5,5 %), R1-M173 (4,4 %), H1-M52 (4,4 %), O2a1a-PK4 (4,4 %), Е1b1b1a-M78 (2,2 %), F-M89 (2,2 %), а также R-M207 (xR1, R2), Т-М70, J1-M267, О3-М122.
У пуштун из Южного Афганистана определили: R1a (66,8 %), G2 (8,2 %), L (5,5 %), J2 (4,8 %), H (2,8 %), C3 (2 %) — J1 (2 %), а также P, Q, R1b1b2, F, E.
У пуштун из Северного Афганистана определили: R1a-M17 (50 %), L (25 %), G2 (7 %), P (4,5 %).